# 化學當量
当量（符号为：eq 或Eq），有时又称为摩尔当量、克当量，是一个在化學或生物科学中使用的单位，用于表示物质的量。
当量正式定义为一个物质的量，它可以是：
- 在一个酸碱反应中与1 mol氢离子（H+）反应或提供1 mol氢离子；
- 在一个氧化还原反应中与1 mol电子反应或提供1 mol电子。

一物质含一當量所需要的質量，称为此物質之当量重。
分別來說，首先，以酸碱中和反应为第一例：一摩尔的H2SO4为两当量，因为它在反应中提供两摩尔的氢离子。它的当量重(49.04)为它的分子量(98.07)的一半。
其次，以KMnO4的氧化還原為第二例：當KMnO4被用以氧化足量As4O6時，一摩尔的KMnO4为五当量。这是因为一摩尔的KMnO4与5 mol电子反应，使得Mn的氧化数从+7转换为+2。
当量在历史上也被定义为：一个物质能与一克氢、或八克氧、或35.5克氯反应的质量。在实际使用中，物质的当量也可以使用更小的单位，例如，毫当量（mEq或meq），微当量（uEq或ueq）。1 Eq = 1000 mEq，1 mEq = 1000 μEq.